# Mesterholdenes Europa Cup i håndbold 1978-79 (kvinder)
Mesterholdenes Europa Cup i håndbold 1978-79 for kvinder var den 19. udgave af Mesterholdenes Europa Cup i håndbold for kvinder. Turneringen havde deltagelse af 18 klubhold, der var blevet nationale mestre sæsonen forinden, og blev afviklet som en cupturnering, hvor alle opgørene blev afviklet over to kampe, hvor holdene mødtes både ude og hjemme.
Turneringen blev vundet af Spartak Kijev fra Sovjetunionen, som i finalen over to kampe besejrede Vasas SC fra Ungarn med 27-26. Det var syvende gang i turneringens historie, at Spartak Kijev vandt titlen, mens Vasas SC for anden sæson i træk måtte se sig besejret i finalen.
Danmarks repræsentant i turneringen var de danske mestre fra Frederiksberg IF, som blev slået ud i 1/8-finalen, hvor holdet tabte til RK Radnički fra Beograd i Jugoslavien.

## Resultater

### 1/16-finaler
| Dato   | Dato   | Hjemmehold i 1. kamp | Udehold i 1. kamp | Resultat | Resultat | Resultat |
| 1.kamp | 2.kamp | Hjemmehold i 1. kamp | Udehold i 1. kamp | Samlet   | 1.kamp   | 2.kamp   |
| ------ | ------ | -------------------- | ----------------- | -------- | -------- | -------- |
| 14.10. | ?      | Atletico Madrid      | Liceu de Oeiras   | ?–?      | 23-11    | ?-?      |
| ?      | ?      | Sjundeå IF           | Borlänge HK       | 14–50    | 08-26    | 06-24    |

### Ottendedelsfinaler
| Dato   | Dato   | Hjemmehold i 1. kamp | Udehold i 1. kamp     | Resultat | Resultat | Resultat |
| 1.kamp | 2.kamp | Hjemmehold i 1. kamp | Udehold i 1. kamp     | Samlet   | 1.kamp   | 2.kamp   |
| ------ | ------ | -------------------- | --------------------- | -------- | -------- | -------- |
| ?      | ?      | Spartak Kijev        | Paris Université Club | 48–25    | 28-11    | 20-14    |
| ?      | ?      | Neistin              | Ruch Chorzów          | ?–?      | ?-?      | ?-?      |
| 21.1.  | 28.1.  | TuS Eintracht Minden | IL Vestar             | 26–23    | 16-13    | 10-10    |
| 21.1.  | 26.1.  | Inter Bratislava     | CSKA Sofia            | 41–32    | 25-16    | 16-16    |
| 23.1.  | 24.1.  | Atletico Madrid      | Maccabi               | 39–16    | 18-90    | 21-70    |
| ?      | ?      | SC Leipzig           | Borlänge HK           | 40–26    | 17-10    | 23-16    |
| ?      | ?      | RK Radnički          | Frederiksberg IF      | ?–?      | ?-?      | ?-?      |
| ?      | ?      | Idem Hellas          | Vasas SC              | 15–60    | 11-27    | 04-33    |

### Kvartfinaler
| Dato   | Dato   | Hjemmehold i 1. kamp | Udehold i 1. kamp | Resultat | Resultat | Resultat |
| 1.kamp | 2.kamp | Hjemmehold i 1. kamp | Udehold i 1. kamp | Samlet   | 1.kamp   | 2.kamp   |
| ------ | ------ | -------------------- | ----------------- | -------- | -------- | -------- |
| ?      | ?      | Ruch Chorzów         | Spartak Kijev     | 28–31    | 20-15    | 08-16    |
| ?      | ?      | TuS Eintracht Minden | Inter Bratislava  | 26–25    | 17-11    | 09-14    |
| ?      | ?      | SC Leipzig           | Atletico Madrid   | 59–27    | 33-14    | 26-13    |
| 18.2.  | ?      | RK Radnički          | Vasas SC          | 24–25    | 12-90    | 12-16    |

### Semifinaler
| Dato   | Dato   | Hjemmehold i 1. kamp | Udehold i 1. kamp    | Resultat | Resultat | Resultat |
| 1.kamp | 2.kamp | Hjemmehold i 1. kamp | Udehold i 1. kamp    | Samlet   | 1.kamp   | 2.kamp   |
| ------ | ------ | -------------------- | -------------------- | -------- | -------- | -------- |
| ?      | ?      | Spartak Kijev        | TuS Eintracht Minden | 41–21    | 19-70    | 22-14    |
| ?      | ?      | Vasas SC             | SC Leipzig           | 33–26    | 14-13    | 19-13    |

### Finale
| Dato   | Dato   | Hjemmehold i 1. kamp | Udehold i 1. kamp | Resultat | Resultat | Resultat |
| 1.kamp | 2.kamp | Hjemmehold i 1. kamp | Udehold i 1. kamp | Samlet   | 1.kamp   | 2.kamp   |
| ------ | ------ | -------------------- | ----------------- | -------- | -------- | -------- |
| 21.4.  | 28.4.  | Vasas SC             | Spartak Kijev     | 26–27    | 17-13    | 09-14    |